# Anomoses hylecoetes
Anomoses hylecoetes és una espècie de lepidòpter exopori, l'única de la família dels anomosètids (Anomosetidae). És l'arna amb caràcters més primitius de la superfamília dels hepialoïdeus (Hepialoidea). La única espècie descrita és endèmica d'Austràlia (Queensland i Nova Gal·les del Sud.